# Olaf Ditlev-Simonsen
Olaf Christian Ditlev-Simonsen est un skipper norvégien né le 2 janvier 1897 à Dypvåg (en) et mort le 19 février 1978 à Oslo.

## Carrière
Olaf Ditlev-Simonsen participe aux Jeux olympiques d'été de 1936 à Berlin où il obtient une médaille d'argent en 8 Metre sur le voilier Silja, avec notamment son frère John Ditlev-Simonsen.